# Zhao Jiuzhang

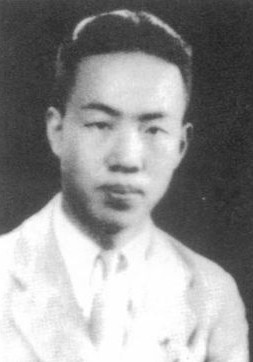
Zhao Jiuzhang (1933)

Zhao Jiuzhang (chinesisch 趙九章 / 赵九章, Pinyin Zhào Jiǔzhāng, * 15. Oktober 1907 in Kaifeng; † 26. Oktober 1968 in Zhongguancun), im Ausland auch bekannt als Jeou-jang Jaw, war ein chinesischer Geophysiker und Meteorologe. Er war ein führendes Mitglied der Partei Gesellschaft des 3. September und einer der Väter des Dong-Fang-Hong-Satellitenprogramms. Im September 1999 wurde ihm posthum der Verdienstorden „Zwei Bomben, ein Satellit“ (两弹一星功勋奖章) verliehen.

## Jugend und Studium
Zhao Jiuzhang wurde am 15. Oktober 1907, dem 33. Jahr der Regierungsperiode Guangxu der Qing-Dynastie, in Kaifeng, Provinz Henan als Sohn einer bedeutenden, ursprünglich aus Wuxing in Zhejiang stammenden Familie von Ärzten der traditionellen chinesischen Medizin geboren. Er besuchte in Kaifeng zunächst eine private Einklassenschule (私塾), dann von 1918 bis 1921 das Beicang-Gymnasium.
Eigentlich wollte sich Zhao Jiuzhang den Geisteswissenschaften widmen (an den Sishu-Einklassenschulen wurde nach konfuzianischen Prinzipien unterrichtet). Unter dem Eindruck der Bewegung des vierten Mai 1919 entschloss er sich jedoch für den naturwissenschaftlichen Zweig, gemäß der damaligen Parole „Mit der Wissenschaft das Land retten“ (科学救国). 1922 wechselte er für die Oberstufe an die Vorbereitungsschule für ein Auslandsstudium in Europa und Amerika der Provinz Henan (河南留欧美预备学校), wo neben dem regulären Lehrplan auch Sprachunterricht stattfand.
Nach dem Abitur 1926 begann er jedoch zunächst am Zhejiang-Polytechnikum (浙江工专, die heutige Fakultät für Ingenieurwissenschaften der Zhejiang-Universität) ein Studium der Elektrotechnik. 1929 wechselte er an die Fakultät für Physik der Tsinghua-Universität in Peking, wo er 1933 seinen Abschluss machte.
Nachdem Zhao Jiuzhang 1934 die Prüfung für ein Auslandsstudium mit staatlichem Stipendium bestanden hatte, erhielt er ein solches aus der sogenannten „Boxerentschädigung“, die China nach dem gescheiterten Boxeraufstand unter anderem an Deutschland zu zahlen hatte. Mit diesem Stipendium ging er im Juli 1935 an die Friedrich-Wilhelms-Universität zu Berlin, wo er als Doktorand unter Heinrich von Ficker ein Studium der Meteorologie aufnahm. Seine Dissertation – „Zur Thermodynamik der Passat-Grundströmung“ – wurde 1937 veröffentlicht, im Oktober 1938 wurde ihm der Doktortitel verliehen.

## Lehrtätigkeit
Gleich nach seiner Rückkehr nach China, noch 1938, erhielt Zhao Jiuzhang eine Anstellung als Meteorologie-Professor an der Vereinigten Südwest-Universität in Kunming, wo er, wie schon in seiner Doktorarbeit, Physik und Mathematik in die Meteorologie einführte.
1944 wurde ihm auf Empfehlung von Zhu Kezhen (竺可桢, 1890–1974) die Leitung des Instituts für Meteorologie der Academia Sinica übertragen, um dort Zhus moderne wissenschaftliche Arbeit in dessen Sinne fortzusetzen (Zhu Kezhen war 1928–1936 Institutsleiter gewesen).
Gleichzeitig lehrte Zhao Jiuzhang als Professor für Dynamische Meteorologie am Fachbereich Meteorologie des Instituts für Naturwissenschaften der Nationalen Zentraluniversität (国立中央大学理学院) in Chongqing.
Die Neuorganisierte Regierung der Republik China, ein japanisches Marionettenregime mit Hauptstadt in Nanjing, brach Mitte August 1945 zusammen und Jiangsu ging wieder an die Kuomintang. Ab dem 5. Mai 1946 war Nanjing die offizielle Hauptstadt Chinas, und das Meteorologische Institut sowie die Nationale Zentraluniversität zogen von Chongqing dorthin um. Als sich die Herrschaft der Kuomintang in China Ende 1948 dem Ende zuneigte, kam die Anweisung, das Meteorologische Institut sollte, wie der Rest der Academia Sinica, nach Taiwan übersiedeln. Zhao Jiuzhang nahm den Befehl entgegen, entschied sich jedoch dafür, zusammen mit den anderen Wissenschaftlern des Instituts in Nanjing zu bleiben und auf die Ankunft der Roten Armee zu warten.
Dies geschah am Abend des 23. April 1949. Am folgenden Morgen wurde der Präsidentenpalast besetzt und im Mai 1949 die Volksregierung von Nanjing eingesetzt.
Als im November 1949 die Chinesische Akademie der Wissenschaften gegründet wurde, war Zhao Jiuzhang eines der ersten Mitglieder. Von Anfang an drängte er darauf, an der Akademie ein Institut für Geophysik einzurichten. Damit konnte er sich durchsetzen. Das ehemalige Meteorologische Institut wurde als Kern beibehalten, dazu kam noch die Forschungsgruppe Erdmagnetismus des Instituts für Physik, das Geophysikalische Forschungslabor am Institut für geologische Prospektion des ehemaligen Wirtschaftsministeriums der Kuomintang und die Abteilung für Prospektion des Instituts für Physik der Nationalen Beiping-Akademie. Am 6. April 1950 wurde das Institut für Geophysik der Chinesischen Akademie der Wissenschaften offiziell gegründet. Am 15. Mai 1950 wurde Zhao Jiuzhang von Premierminister Zhou Enlai zum Leiter des Instituts ernannt,
ein Posten, den er bis zu seinem Tod behielt. Zwischen 1953 und 1965 machte er zahlreiche Auslandsreisen, um an internationalen Kongressen teilzunehmen – neben Deutsch sprach er auch fließend Englisch – und Gastvorträge zu halten.
Als die Akademie der Wissenschaften 1958 die damals in Peking angesiedelte Chinesische Universität für Wissenschaft und Technik gründete, übernahm er dort den Aufbau der Fakultät für Angewandte Geophysik (应用地球物理系), die heutige Fakultät für Geo- und Weltraumwissenschaften (地球和空间科学学院), deren Leitung er bis zu seinem Tod innehatte.
Zhao Jiuzhang unterrichtete dort Hochatmosphärenphysik; mehrere seiner Doktoranden wurden später Mitglieder der Chinesischen Akademie der Wissenschaften.

## Politisches Engagement
1951 trat Zhao Jiuzhang in die am 4. Mai 1946 gegründete „Gesellschaft des 3. September“ ein – der Name leitet sich vom Sieg über Japan am 3. September 1945 ab –, eine politische Partei, deren Mitglieder sich überwiegend aus dem akademischen Mittel- und Oberbau rekrutieren und deren offizielles Motto „Patriotismus, Demokratie, Wissenschaft“ (爱国，民主，科学) lautet. Ein Jahr später, im September 1952, wurde er Mitglied des 3. Zentralkomitees der Partei, dann im Februar 1956 des 4. und im Dezember 1958 des 5. Zentralkomitees, das bis Oktober 1979 im Amt blieb. Im November 1964 wurde er für die Gesellschaft des 3. September als einer von 3040 Abgeordneten in den 3. Nationalen Volkskongress gewählt, und von diesem am 3. Januar 1965 als eines von 118 Mitgliedern in den Ständigen Ausschuss. Diesen Posten behielt er bis zu seinem Tod bei.
Von April 1959 bis Januar 1965 war Zhao Jiuzhang eines von 1063 Mitgliedern der Politischen Konsultativkonferenz des chinesischen Volkes, allerdings nicht für die Gesellschaft des 3. September, die dort ohnehin 20 Abgeordnete stellte, sondern für den Chinesischen Verein für Wissenschaft und Technologie (中国科学技术协会, Pinyin Zhōngguó Kēxué Jìshù Xiéhuì), ein Dachverband für zahlreiche naturwissenschaftlich-technische Organisationen, von der Chinesischen Mathematiker-Vereinigung (中国数学会) über den Verein Chinesischer Maschinenbauingenieure (中国机械工程学会) bis zum Chinesischen Pflanzenschutzverein (中国植物保护学会). Am 29. April 1959 wurde er dort als eines von 159 Mitgliedern (plus Mao Zedong als Ehrenvorsitzender) in den Ständigen Ausschuss gewählt.

## Raumfahrt
Nachdem am 4. Oktober 1957 der sowjetische Satellit Sputnik 1 ins Weltall gestartet war, schlugen Qian Xuesen und Zhao Jiuzhang Anfang 1958 vor, dass China ebenfalls ein Satellitenprogramm auflegen sollte. Damit stießen sie bei der politischen Führung auf offene Ohren. Am 17. Mai 1958 erklärte Mao Zedong auf der Zweiten Sitzung des VIII. Parteitags der KPCh  (5. – 23. Mai 1958) offiziell,
dass China seinen eigenen Satelliten entwickeln sollte. Die Chinesische Akademie der Wissenschaften wurde angewiesen, dies in die Wege zu leiten, woraufhin man dort das „Projekt 581“ startete. Qian Xuesen wurde zum Leiter des Projekts ernannt, seine beiden Stellvertreter waren Zhao Jiuzhang und der Geophysiker Wei Yiqing (卫一清, 1915–1988).
Unter den Bedingungen des „Großen Sprungs nach vorn“ konnte sich China ein derartiges Projekt jedoch nicht wirklich leisten, insbesondere da sich die Sowjetunion weigerte, das sozialistische Bruderland zu unterstützen. Eine im Oktober 1958 unter der Führung von Zhao Jiuzhang und Wei Yiqing nach Moskau gereiste Delegation wurde zweieinhalb Monate lang durch alle möglichen Museen und astronomischen Observatorien geführt; Einrichtungen, die mit der Herstellung von Satelliten zu tun hatten, wurden ihnen jedoch nicht gezeigt. Schließlich zog auch die chinesische Regierung ihre Unterstützung zurück. Am 21. Januar 1959 musste Zhang Jingfu, der Vizepräsident der Akademie, den Wissenschaftlern die Anweisung von Deng Xiaoping (damals Generalsekretär des Politbüros der KPCh) mitteilen, das Satellitenprojekt zunächst zurückzustellen, da es mit der Wirtschaftskraft des Landes nicht vereinbar wäre.

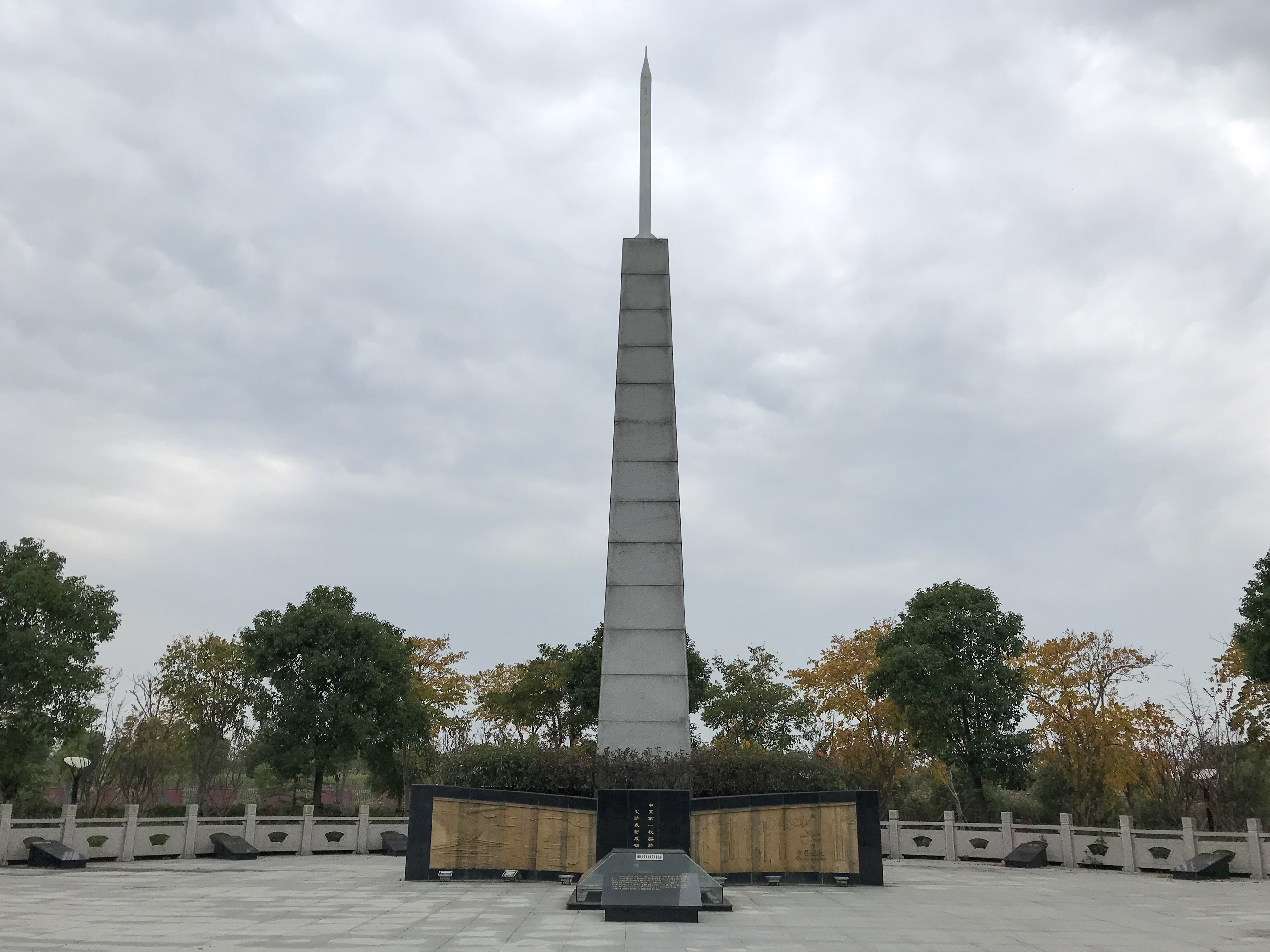
Denkmal für die T-7 am Ort des ersten Starts in Laogang, Shanghai

Daraufhin beschloss Zhao Jiuzhang, die begrenzten Mittel der Akademie für Höhenforschungsraketen zur Erforschung der Hochatmosphäre zu verwenden. In Zusammenarbeit mit dem Ingenieurbüro für Maschinenbau und Elektrotechnik Shanghai wurde die T-7-Rakete entwickelt. Der erste Prototyp erreichte am 19. Februar 1960 eine Höhe von 8 km.
Dies wurde in mehreren Schritten gesteigert, bis am 23. November 1961 eine Höhe von 58 km erreicht wurde. Während Wang Xiji, der Chefingenieur beim Ingenieurbüro für Maschinenbau und Elektrotechnik, für die Rakete an sich zuständig war, wurden die meteorologischen Messinstrumente, Telemetrie und Stromversorgung im Kopf der Rakete sowie die Radaranlagen für die Bahnverfolgung unter der Leitung von Zhao Jiuzhang beim Institut für Geophysik der Akademie der Wissenschaften entwickelt und gebaut.
Am 27. Dezember 1964 unternahm Zhao Jiuzhang einen weiteren Anlauf für das Satellitenprojekt. Gerade frisch in den Nationalen Volkskongress gewählt, nutzte er die Gelegenheit, um an Premierminister Zhou Enlai zu schreiben und erneut die Entwicklung eines chinesischen Satelliten vorzuschlagen.
Kurz darauf, Anfang Januar 1965, schrieb Qian Xuesen einen ähnlichen Brief an die Kommission für Wissenschaft und Technik in der Landesverteidigung. Kommissionsvorsitzender Nie Rongzhen sowie Premierminister Zhou Enlai billigten den Plan der Wissenschaftler, dem die Bezeichnung „Projekt 651“ (651工程, Pinyin 651 Gōngchéng) gegeben wurde, also „Das im Januar 1965 begonnene Projekt“. Die Entwicklung des Satelliten oblag zunächst dem am 4. Januar 1965 per Beschluss des Volkskongresses aus dem 5. Forschungsinstitut des Verteidigungsministeriums hervorgegangenen Siebten Ministerium für Maschinenbau und dem von Zhao Jiuzhang geleiteten Projektierungsinstitut 651 der Chinesischen Akademie der Wissenschaften. In letzterem wurde die Funkbake entwickelt, die nach dem Start des Satelliten am 24. April 1970 das Lied „Der Osten ist rot“ ausstrahlte, außerdem in Zusammenarbeit mit Chen Fangyun vom Institut für Elektronik der Chinesischen Akademie der Wissenschaften (中国科学院电子学研究所) die Doppler-Effekt-Systeme zur Geschwindigkeits- und Ortsbestimmung des später Dong Fang Hong I genannten Satelliten.
Das sollte Zhao Jiuzhang jedoch nicht mehr erleben.

## Verfolgung, Tod und Rehabilitation
Im Mai 1966 brach die Kulturrevolution aus. Was Mao ursprünglich dazu gedacht hatte, sich herausgebildet habende Netzwerke und Machtstrukturen in der Partei aufzubrechen,
geriet bald außer Kontrolle. Zhao Jiuzhang war als Mitglied der Gesellschaft des 3. September von den KPCh-internen Auseinandersetzungen ursprünglich nicht betroffen. Letztendlich vereinte er in seiner Person jedoch alles, was die Revolutionären Rebellen (造反派), die Verlierer der Kulturrevolution, hassten – von seiner bürgerlichen Herkunft und dem Besuch einer konfuzianischen Privatschule bis zum Studium im Nazi-Deutschland und seinen Vortragsreisen in die USA. Mitte Februar 1968, kurz nach dem Laternenfest am 15. Tag des 1. Monats nach dem Mondkalender, drangen mehrere Rebellen in seine Wohnung ein und verschleppten ihn in das Umerziehungslager Zhongguancun am nördlichen Stadtrand von Peking, wo er mit seinen mehr als 60 Jahren schwere körperliche Arbeit zu leisten und bis spät in die Nacht Selbstkritiken (检查) zu schreiben hatte. 
Nach acht Monaten sah er sich dem nicht mehr gewachsen und nahm sich am 26. Oktober 1968 im Gebäude 15 des Lagers, einem der drei Sondergebäude (特楼) wo verdächtige Wissenschaftler untergebracht waren, durch Einnahme von Schlafmitteln das Leben.
Nach dem Tod Maos und dem Sturz der Viererbande 1976 wurde die Kulturrevolution neu bewertet und viele ihrer Opfer wurden rehabilitiert. Im Oktober 1997 beschloss die Chinesische Akademie der Wissenschaften anlässlich seines 90. Geburtstags, eine Bronzebüste von Zhao Jiuzhang aufzustellen. Nachdem der Staatsrat der Volksrepublik China, die vorgesetzte Dienststelle der Akademie, dies gebilligt hatte, wurde die mit Spenden von 170 Wissenschaftlern hergestellte Büste im Hauptsaal des Zentrums für Weltraumwissenschaften und angewandte Forschung aufgestellt. 2008 wurde dann ein Gebäude des Zentrums nach ihm benannt und die Büste dort aufgestellt, bis sie am 1. Juli 2010 in das von ihm mitbegründete Institut für Geologie und Geophysik der Chinesischen Akademie der Wissenschaften wechselte. Im September 1999 wurde Zhao Jiuzhang anlässlich des 50. Jahrestags der Gründung der Volksrepublik China vom Zentralkomitee der Kommunistischen Partei Chinas, dem Staatsrat der Volksrepublik China und der Zentralen Militärkommission posthum der Verdienstorden „Zwei Bomben, ein Satellit“ (两弹一星功勋奖章) verliehen.

## Ehrungen
Am 1. Juni 2007 wurde der Asteroid (7811) Zhaojiuzhang nach ihm benannt.

## Werke
- Werke von Zhao Jiuzhang in der Chinesischen Nationalbibliothek (chinesisch)
- Zur Thermodynamik der Passat-Grundströmung. Mathematisch-naturwissenschaftliche Dissertation [als Jeou-jang Jaw]. In: Veröffentlichungen des Meteorologischen Instituts der Universität Berlin; Bd. 2, H. 6. Dietrich Reimer Verlag, Berlin 1937.
- The Formation of the Semipermanent  Centers of Action in Relation to the Horizontal Solenoidal Field [als Jeou-jang Jaw]. In: Journal of Meteorology; Volume 3, Dezember 1946. Boston 1946.
- Some Theoretical Investigations and Model Experiments on the Structure of Radiation Belts and its Variation During a Magnetic Storm [als Jeou-jang Jaw]. In: Scientia Sinica, 16, 1645. Peking 1965.